# عرب بلي
عرب بلي إحدى قرى مركز الحسنة التابع لمحافظة شمال سيناء بجمهورية مصر العربية.